# Assedio di Kassel (1761)
L’Assedio di Kassel (marzo 1761) fu un fallito tentativo compiuto dal duca Ferdinando di Brunswick-Wolfenbüttel di catturare la fortezza di Kassel, capitale del langraviato di Assia-Kassel, difesa dai soldati francesi. Il duca di Brunswick mosse l'assedio dopo che le forze del duca de Broglie già gli avevano inflitto pesanti perdite nella Battaglia di Grünberg, rendendo così impossibile proseguire oltre l'assedio.